# Protoman
Proto Man (kallas även Blues i Japan) är en fiktiv figur i tv-spelserien Mega Man. Proto Man förekom för första gången i Mega Man 3. (Kronologiskt ska han inte finnas tillgänglig i "Mega Man Powered Up")
Han är prototypen av robotserien som byggdes av Dr. Thomas Light och är därför före Mega Man och Roll, och anses som Mega Mans "storebror". Proto Man är varken god eller ond, men hjälper till och från Mega Man i ett antal svåra situationer under spelseriens gång. Proto Man är den första roboten skapad av Dr. Light som kan delvis tänka självständigt och bryta mot Asimovs robotlagar. (Gentemot Mega Man X som kan agera helt efter sin egen agenda, med en egen vilja) Men, med det kommer ett fel i hans system som någon gång i framtiden kommer att förgöra honom.
ProtoMan.EXE i MegaMan battle Network serien är Official Chaud Blazes (Iiyujin Enzan i Japan) Net Navi. Respekterad i internet världen och fruktad av kriminella. ProtoMan.EXE är känd för sin vida skicklighet i strid och snabbhet, dock även för sin blint lojala tro till sin operatör och är ganska kallhjärtad. I strid använder han sitt svärd, ProtoShield och sin snabbhet. Chaud är endast 12 år men är väldigt begåvad akademiskt (går på universitetsnivå) och i Nätstrider (på grund av 10 timmars hård träning dagligen).

## Kuriosa
Proto Mans "handlingar" i Mega Man 5 (som egentligen genomfördes av den lömske Dark Man), förvirrade animeringsstudion Ruby-Spears, som gjorde en amerikansk tecknad serie av Mega Man, där Proto Man arbetade för Dr. Wily som assistent.
ProtoMan.EXE:s namn är emotsägande då översättningen inte skulle vara korrekt om han är en avatar av den ursprunglige Proto Man. MegaMan.EXE och ProtoMan.EXE är inte relaterade till varandra som Mega Man och Proto Man är.